# Alessandro Vespignani
Alessandro Vespignani (Roma, 4 aprile 1965) è un fisico italiano noto per il suo lavoro sulle reti complesse, sulla teoria delle reti applicata ai modelli matematici in epidemiologia, sulle applicazioni dell'epidemiologia computazionale, nonché per gli studi delle proprietà topologiche di Internet.
È Sternberg Family Distinguished University Professor of Physics, Computer Science e Health Sciences presso la Northeastern University, dove è direttore del Network Science Institute.
Insieme al suo team ha contribuito all'analisi di modelli matematici e computazionali su diversi focolai di malattie, tra cui l'influenzavirus A sottotipo H1N1 del 2009, l'epidemia di Ebola nell'Africa occidentale, l'epidemia di Zika e la pandemia di COVID-19.
Vespignani è autore, insieme a Romualdo Pastor-Satorras, del libro Evoluzione e struttura di Internet. Insieme ad Alain Barrat e Marc Barthelemy ha pubblicato nel 2008 la monografia Dynamical Processes on Complex Networks.
È fratellastro della giornalista Veronica Gentili.

## Biografia
Vespignani ha conseguito la laurea e il dottorato di ricerca in fisica presso l'Università di Roma “La Sapienza”, rispettivamente nel 1990 e nel 1993. Dopo gli studi di post-dottorato presso l'Università Yale e l'Università di Leida ha lavorato presso il Centro internazionale di fisica teorica Abdus Salam di Trieste per cinque anni e brevemente presso l'Università di Paris-Sud, prima di trasferirsi all'Università dell'Indiana nel 2004 e poi alla Northeastern University nel 2011.
Il suo lavoro ha spaziato per diverse aree della fisica, tra cui la caratterizzazione dei fenomeni di non equilibrio e le transizioni di fase, l'informatica, la scienza delle reti e l'epidemiologia computazionale. Egli definisce le sue ricerche attuali incentrate su "l'applicazione interdisciplinare di metodi di simulazione statistica e numerica nell'analisi dei fenomeni epidemici e di diffusione e nello studio delle reti biologiche, sociali e tecnologiche".
Conosciuto soprattutto per il suo lavoro su reti complesse, di particolare rilievo è la sua pubblicazione scritta con Romualdo Pastor-Satorras, in cui i due hanno dimostrato che per una malattia che si propaga su una rete senza scala la probabilità di trasmissione o l'infettività necessaria per sostenere un focolaio tende a zero nel limite di una rete di grandi dimensioni. I lavori di Vespignani sulla modellazione della diffusione spaziale delle epidemie includono la modellazione realistica e basata sui dati delle malattie infettive emergenti, e sui contributi all'epidemiologia computazionale sviluppando strumenti specifici per l'analisi della diffusione globale delle epidemie.
Durante la pandemia di COVID-19 il gruppo di ricerca guidato da Vespignani ha studiato il modo in cui i viaggi e la quarantena abbiano influenzato le dinamiche di diffusione del SARS-CoV-2. L'analisi dei modelli ha mappato la dispersione precoce delle infezioni e le finestre temporali dell'introduzione del SARS-CoV-2 e dell'inizio della trasmissione locale in Europa e negli Stati Uniti, dimostrando che i focolai nascosti si stavano diffondendo in maniera quasi completamente inosservata nelle principali città degli Stati Uniti. La ricerca Vespignani ha contribuito anche alla previsione delle dinamiche della COVID-19 e all'analisi di diversi scenari di intervento.

## Premi e riconoscimenti
Vespignani è membro dell'American Physical Society e della Network Science Society. Dal 2011 fa parte dell'Academia Europaea (sezione Fisica e Ingegneria).
- Premio Aspen Institute Italia[15] per la ricerca scientifica e per la collaborazione tra Italia e Stati Uniti, 2016
- Dottorato Honoris Causa presso l'Università tecnica di Delft, 2017
- Premio John Graunt per gli straordinari risultati in una delle scienze della popolazione, 2018[16]
- Premio scientifico senior della Complex Systems Society per i contributi eccezionali alle scienze dei sistemi complessi e delle reti, 2018[17]
- Premio Nazionale di Divulgazione Scientifica, Associazione Italiana del Libro, 2019[18]
- Premio Euler, Network Science Society, 2020[19]